# Nemesis (álbum)
Nemesis é o décimo quarto álbum de estúdio da banda de power metal finlandesa Stratovarius, lançado em 22 de fevereiro de 2013. É o primeiro álbum com o baterista Rolf Pilve, que substituiu Jörg Michael.
O álbum foi anunciado no site oficial da banda em 24 de novembro de 2012, e alista de faixas foi revelado alguns dias depois, em 5 de dezembro. Uma amostra do primeiro single, "Unbreakable", foi disponibilizada no YouTube, com a data de lançamento do single completo prevista para 25 de janeiro de 2013.
O LA Weekly elegeu sua capa como a capa de um álbum de metal mais ridícula de 2013.

## Faixas
| N.º            | Título                                        | Letras                      | Música                            | Duração |  |
| 1.             | "Abandon" (Abandone)                          | Timo Kotipelto              | Matias Kupiainen                  | 4:51    |  |
| 2.             | "Unbreakable" (Inquebráveis)                  | Kupiainen, Kotipelto        | Kupiainen                         | 4:37    |  |
| 3.             | "Stand My Ground" (Defender Minha Posição)    | Kupiainen, Kotipelto        | Kupiainen                         | 4:14    |  |
| 4.             | "Halcyon Days" (Dias de Halcyon)              | Kotipelto                   | Kupiainen                         | 5:29    |  |
| 5.             | "Fantasy" (Fantasia)                          | Lauri Porra                 | Porra                             | 4:19    |  |
| 6.             | "Out of the Fog" (Fora da névoa)              | Kotipelto, Jani Liimatainen | Kotipelto, Liimatainen, Kupiainen | 6:58    |  |
| 7.             | "Castles in the Air" (Castelos no ar)         | Jens Johansson              | Johansson                         | 6:02    |  |
| 8.             | "Dragons" (Dragões)                           | Johansson                   | Johansson                         | 4:04    |  |
| 9.             | "One Must Fall" (Alguém precisa cair)         | Kupiainen                   | Kupiainen                         | 4:27    |  |
| 10.            | "If the Story Is Over" (Se a história acabou) | Liimatainen                 | Liimatainen, Kotipelto            | 6:06    |  |
| 11.            | "Nemesis" (Nêmesis)                           | Kotipelto                   | Kupiainen                         | 6:33    |  |
| Duração total: | Duração total:                                | Duração total:              | Duração total:                    | 57:40   |  |

Faixas bônus da edição limitada
| N.º | Título                       | Letras                   | Música    | Duração |  |
| 12. | "Fireborn" (Nascido do fogo) | Porra                    | Porra     | 4:45    |  |
| 13. | "Hunter" (Caçador)           | Kotipelto, Perttu Vänskä | Kupiainen | 3:27    |  |

Faixa bônus da edição japonesa (que vem com as faixas bônus da edição limitada)
| N.º | Título                                   | Letras    | Música    | Duração |  |
| 14. | "Kill It With Fire" (Mate isso com fogo) | Johansson | Johansson | 4:52    |  |

Faixa bônus da edição limitada em vinil
| N.º | Título                                | Letras | Música | Duração |  |
| 15. | "Old Man and the Sea" (Velho e o Mar) | Porra  | Porra  |         |  |

## Músicos e técnicos
- Timo Kotipelto - Vocais
- Matias Kupiainen - Guitarras, mixagem[1], produção[1]
- Lauri Porra - Baixo
- Jens Johansson - Teclados
- Rolf Pilve - Bateria
- Mika Jussila – masterização[1]